# 尤里·科瓦利丘克
尤里·瓦连京诺维奇·科瓦利丘克（俄语：Юрий Валентинович Ковальчук，1951年7月25日—），俄羅斯億萬富豪、商人、金融家，現任俄羅斯銀行董事會主席。他被西方媒體稱為「普京的私人銀行家」。
在蘇聯時期，科瓦利丘克從事科學和科學管理工作。1987年至1991年期間，任列寧格勒約費物理技術研究所（今約費研究所）第一副所長。2004年起，他擔任俄羅斯銀行董事會主席，且是該銀行第一大股東。
科瓦利丘克是弗拉基米尔·普京的密友，他於2013年在列寧格勒州的滑雪勝地伊戈拉主持了普京次女卡捷琳娜與基里尔·沙马洛夫的婚禮。
2014年3月20日，他因在克里米亞危機中扮演的角色而被美國財政部制裁，美國財政部稱其為普京的「收銀員」之一。
根據2016年洩露的巴拿馬文件顯示，科瓦利丘克已將至少10億美元轉移給一家離岸實體。